# Стеншев (гмина)
Стеншев (пол. Stęszew) — гмина (волость) в Польше, входит как административная единица в Познанский повет, Великопольское воеводство. Население — 14 224 человека (на 2008 год).

## Соседние гмины
1. Гмина Бук
2. Гмина Граново
3. Гмина Допево
4. Гмина Каменец
5. Гмина Коморники
6. Гмина Косьцян
7. Гмина Мосина
8. Гмина Чемпинь